# Résolution 693 du Conseil de sécurité des Nations unies
Membres permanents
- Chine
- États-Unis
- France
- Royaume-Uni
- Russie

Membres non permanents
- Autriche
- Belgique
- Côte d'Ivoire
- Cuba
- Équateur
- Inde
- Roumanie
- Yémen
- Zaïre
- Zimbabwe

Résolution no 692 Résolution no 694
La résolution 693 du Conseil de sécurité des Nations Unies du 20 mai 1991 a créé la Mission d'observation des Nations Unies au Salvador afin de s'assurer du respect des droits de l'homme par le gouvernement militaire du Salvador et la milice du Front de libération nationale Farabundo Martí, conformément à un accord entre les deux parties. signé à San José en 1990. 
Le Conseil a établi la Mission pour une période initiale de douze mois, appelant les deux parties à poursuivre le processus de négociations pour contribuer à mettre fin à la guerre civile salvadorienne et à coopérer également avec le secrétaire général Javier Pérez de Cuéllar, et son représentant.
Selon Boutros Boutros-Ghali, secrétaire général des Nations Unies de 1992 à 1997, la mission au Salvador a été la « première mission internationale à entreprendre une vérification au sein d'un État membre souverain des Nations Unies, avant un accord de cessez-le-feu ». 

## Voir également
- Histoire du Salvador
- Groupe d'observateurs des Nations Unies en Amérique centrale